# Savosa
Savosa je obec ve švýcarském kantonu Ticino, okresu Lugano. Žije zde přibližně 2 200 obyvatel.

## Geografie
Obec leží v nadmořské výšce 440 až 545 m. Nachází se v těsné blízkosti největšího města kantonu, Lugana, s nímž architektonicky a urbanisticky splývá.
Sousedními obcemi jsou Vezia a Porza na severu, Lugano na východě a Massagno a Lugano na jihu a západě.

## Historie
První zmínka o obci pochází z roku 1335 pod názvem Savoxa. V 11. a 12. století vlastnil rozsáhlé statky v Rovellu kolegiátní klášter S. Lorenzo z Lugana, zatímco ve 14. století držel léna v Savose a Rovellu biskup z Coma. Savosa církevně nejprve patřila k Luganu, od roku 1801 k Porze, od níž se oddělila v roce 1825. Rovello a Crocifisso byly připojeny k farnosti Savosa až v roce 1927. Církevní komplex S. Maurizio in Rovello, který se nyní nachází v katastru Lugana, se skládá z hospodářského dvora, kaple poprvé zmiňované v roce 1203 a hřbitova. Založili jej humiliáti, v roce 1365 jej biskup z Coma připojil ke špitálu S. Maria v Luganu a v roce 1906 jej koupil majitel cukrovaru Emilio Maraini. Kromě zemědělství zde již na počátku 20. století měla určitý význam řemesla a živnosti (zelinářství, vinařství).
Ve druhé polovině 20. století se ve vesničce Crocifisso u Lugana, která byla v roce 1957 napojena na městskou tramvajovou síť, usadilo mimo jiné několik firem z oblasti nemovitostí a stavebnictví. V důsledku toho obec zažila výrazný rozmach. Obytné čtvrti v Rovellu a Crocifisso postavené v 50. letech 20. století vedly k prudkému nárůstu počtu obyvatel. V roce 2000 tvořili čtyři pětiny pracujících obyvatel dojíždějící za prací, zejména do Lugana.

## Obyvatelstvo
| Rok            | 1747 | 1808 | 1850 | 1900 | 1950 | 2000 | 2010 | 2012 | 2014 | 2020 |
| Počet obyvatel | 145  | 125  | 196  | 275  | 589  | 2061 | 2101 | 2142 | 2205 | 2219 |

## Doprava
Obec je napojena na síť autobusových linek městské hromadné dopravy v Luganu a obsluhují ji také linky postbusu.
Nejbližší železniční stanice se nachází v Luganu na Gotthardské dráze.

## Osobnosti
- Giovanni Battista Aostalli de Sala (1510–1575), stavitel působící v Čechách
- Ulrico Aostalli de Sala (1525–1597), stavitel působící v Čechách
- Hannes Meyer (1889–1964), švýcarský architekt
- Georges Miez (1904–1999), švýcarský gymnasta
- Anthony Burgess (1917–1993), britský romanopisec a básník